# Novosérguiyevskaya
Novoserguíyevskaya (del ruso: Новосергиевская) es una stanitsa del raión de Krylovskaya del krai de Krasnodar de Rusia. Está situada 16 km al norte de Krylovskaya y 174 km al nordeste de Krasnodar, la capital del krai. Tenía 2 163 habitantes en 2010
Pertenece al municipio Novosergiévskoye, al que pertenecen también Vodorazdelni, Kliuchevói, la sección Nº1 ZAO Novosergíevskoye, la sección Nº2 ZAO Novosergíevskoye, la sección Nº5 ZAO Novosergíevskoye y la sección Nº6 ZAO Novosergíevskoye.